# 하이얼
하이얼그룹(중국어: 海尔, Haier Group)은 중국의 가전 회사이다. 현재 가전제품 제조회사중 세계 1위에 올라있다. 본사는 산둥성 칭다오에 있다.
가전제품 제조회사 전담은 칭다오하이얼유한공사(青岛海尔有限公司)이다
주로 냉장고, 세탁기, 백색 가전, 텔레비전, 에어컨, 랩톱 컴퓨터 등을 세계 165개국 이상을 대상으로 생산·판매한다. 그 전체로 2008년 글로벌 매출은 1천220억위안. 종업원 수 약 5만명. 백색 가전의 글로벌 매상에서는 200년 세계 제4위, 2010년 세계 1위를 자랑한다. 2010년 냉장고와 세탁기의 시장 점유율 세계 1위.
CEO는 장루이민(張瑞敏)이다.
2016년 GE 가전산업 부분을 6조 5000억원에 인수하였다.

## 약력
- 1984년 12월, 칭다오 냉장고총창(青岛电冰箱总厂)으로 창업.
- 1987년 서독 기업과 기술제휴를 거쳐 하이얼로 개칭.
- 1991년에 하이얼 그룹 및 제조전담을 칭다오하이얼유한공사으로 개칭. 현재 상하이 증권거래소에 상장.
- 2001년 12월에, 하이얼은 기본적으로 산업단지 두 군데 (미국과 파키스탄)와 공장 열 세 군데, 디자인 센터 여덟 개 그리고 쉰 여섯 개의 무역회사를 목표로 설정한 글로벌 진출 계획을 완성했다.[2]
- 2005년 8월, 2008년 베이징 올림픽의 지역 스폰서가 됐다.
- 2006년 NBA 스폰서가 됐다.
- 2016년 미국 제너릴 일렉트릭을 가전부문 인수
- 2016년 대한민국 정수기업체 코웨이과 제휴

## 같이 보기
- 삼성전자
- 산요 전기